# Weites Land
Weites Land (Originaltitel The Big Country) ist ein US-amerikanischer Western von William Wyler aus dem Jahr 1958 mit Gregory Peck, Jean Simmons, Carroll Baker und Charlton Heston in den Hauptrollen. Das Filmdrehbuch basiert auf dem im selben Jahr veröffentlichten Roman The Big Country von Donald Hamilton.

## Handlung
James McKay, Kapitän aus einer Reederfamilie an der US-amerikanischen Ostküste, reist in den Wilden Westen, um Patricia, die Tochter von Major Terrill, dem Besitzer der riesigen „Ladder Ranch“, zu heiraten. Mit Argwohn betrachten die rauen Cowboys den Gentleman aus dem Osten, der in ihren Augen ein feiner Pinkel und hochnäsiger Feigling ist. So hat er beispielsweise keine Lust, den wilden Bronco „Old Thunder“ zu reiten, nur um zur allgemeinen Belustigung im Staub zu landen. Als er es später versucht – allerdings nur in Anwesenheit des mexikanischen Ranchgehilfen, den er zum Schweigen verpflichtet –, gelingt es ihm nach vielen Versuchen, im Sattel zu bleiben.
Schon bald wird die Harmonie durch die hasserfüllte Dauerfehde von Major Terrill gegen Viehzüchter Rufus Hannassey getrübt. Beide versuchen seit Jahren, die wichtige Wasserstelle „Big Muddy“ unter ihre Kontrolle zu bekommen, die die hübsche Lehrerin Julie Maragon von ihrem Großvater geerbt hat. Julie lehnt es ab, ihre stillgelegte Ranch an Terrill oder Hannassey zu verkaufen, stattdessen setzt sie sich dafür ein, dass alle Nachbarn von dem Wasser abbekommen können und der Frieden so erhalten wird.
Schließlich wendet sich auch Patricia von McKay ab, nachdem er sich nicht in eine Schlägerei einlassen will, nur weil Steve, der Vormann der Ranch, ihn der Lüge bezichtigt (in der Nacht, bevor McKay die Farm verlässt, schlägt er sich mit Steve, allerdings wiederum ohne Publikum, und stellt danach die Frage „Steve, was haben wir damit bewiesen?“). James McKay hält gar nichts von dem großsprecherischen und gewaltbereiten Auftreten der Kontrahenten und lässt sich nicht in den Konflikt einspannen. Er kauft stattdessen Julie die „Big Muddy“ ab und hofft, so Frieden zu stiften, indem er gedenkt, das Streitobjekt gerecht und zum Nutzen aller zu verwalten.
Dennoch eskaliert die Situation immer mehr, weil es den beiden starrsinnigen alten Patriarchen nur um ihren abgrundtiefen Hass geht. Es kommt zum blutigen Showdown im Blanco Canyon, wo Hannassey Julie Maragon als Geisel gefangen hält, um Major Terrill in eine Falle zu locken. Am Ende erweist sich McKay als der mutigste Mann von allen. Er befreit Julie und reitet mit ihr davon.

## Entstehung und Veröffentlichung
| Figur               | Darsteller       | Deutscher Sprecher |
| ------------------- | ---------------- | ------------------ |
| James McKay         | Gregory Peck     | Heinz Engelmann    |
| Julie Maragon       | Jean Simmons     | Marion Degler      |
| Patricia Terrill    | Carroll Baker    | Margot Leonard     |
| Steve Leech         | Charlton Heston  | Horst Niendorf     |
| Rufus Hannassey     | Burl Ives        | Eduard Wandrey     |
| Major Henry Terrill | Charles Bickford | Paul Wagner        |
| Buck Hannassey      | Chuck Connors    | Arnold Marquis     |
| Ramón Gutierrez     | Alfonso Bedoya   | Alfred Balthoff    |

### Botschaft des Films
Regisseur William Wyler über seine Absichten: „Ich habe nie eine große Tugend in der amerikanischen Tradition gesehen, einem Menschen auf die Nase zu hauen, wenn er etwas sagt, was einem nicht paßt. Das beweist doch nur, wer am schnellsten oder am stärksten hauen kann. Die Frage, die mich interessiert, ist, ob die Leute auch einem Vertrauen schenken, der nicht um sich haut.“

### Drehbuch
Robert Wyler und Jessamyn West schrieben das erste Drehbuch für den Film auf der Grundlage des Westernromans The Big Country von Donald Hamilton, der 1957 ursprünglich als mehrteiliger Zeitungsroman – unter dem Titel Ambush at Blanco Canyon – in der The Saturday Evening Post veröffentlicht wurde. Leon Uris schrieb ein zweites Drehbuch und Robert Wilder ein weiteres Drehbruch. Das endgültige Drehbuch stammt von James R. Webb und Sy Bartlett. Nach einer Einigung wurden Webb, Bartlett und Wilder das Drehbuch zugesprochen (Screenplay by), während Wyler und West wiederum für die Adaption gewürdigt wurden (Adaption by). Uris’ Drehbuch wurde nicht anerkannt, da sein Drehbuch zu sehr vom ursprünglichen Werk abwich. Laut Gregory Peck waren sieben Autoren am Drehbuch beteiligt, Wyler und Peck waren allerdings mit dem mehrfach überarbeiteten Drehbuch unzufrieden. Aufgrund finanzieller Engpässe konnte das Drehbuch nicht mehr überarbeitet werden, die Produktion durfte nicht verschoben werden.

### Produktion
Regisseur William Wyler war dafür bekannt, dass er bei seinen Filmen eine exorbitante Anzahl von Takes drehte, in der Regel ohne den Schauspielern zu erklären, was sie anders machen sollten, außer es besser zu machen („make it better“) – dieser Film bildete keine Ausnahme. Viele der Schauspieler, darunter Jean Simmons und Carroll Baker, waren von seinem Regiestil so sehr traumatisiert, dass sie sich jahrelang weigerten, über die Dreharbeiten mit Wyler zu sprechen. Jean Simmons sagte in einem späteren Interview, dass die Schauspieler ständig neue Drehbuchänderungen erhielten, was die Arbeit am Set extrem erschwerte: „Wir haben unseren Text gelernt, dann wurde er umgeschrieben, wir blieben die ganze Nacht auf, um die neue Fassung zu lernen, und am nächsten Morgen wurde er noch einmal umgeschrieben. Das machte die Schauspielerei fast unmöglich.“ Gregory Peck und Wyler, die gute Freunde waren, hatten sich am Set so sehr gestritten, dass sie drei Jahre lang einen Disput führten. Nachdem Peck eines Tages nach einem heftigen Streit vom Set gestürmt war, sagte Wyler gegenüber der Presse: „Für eine Million Dollar würde ich nicht noch einmal mit Peck drehen, das könnt ihr mir glauben.“ Später versöhnten sie sich wieder, aber Wyler und Peck haben zusammen nie wieder einen Film gedreht. Auch mit Charles Bickford geriet Wyler aneinander. Burl Ives erklärte hingegen, dass er die Arbeit mit Wyler gemocht hat.
Wyler war von der Filmmusik von Jerome Moross gar nicht begeistert und bestand darauf, einen anderen Komponisten mit der Neukomposition zu betrauen. Doch das Testpublikum war von der Musik so begeistert, dass Peck den Regisseur zum Einlenken überredete. Moross wurde später für seine Komposition für den Oscar nominiert, seine Filmmusik für Weites Land gilt als einer der bedeutendsten Western-Soundtracks.

### Dreharbeiten
Die Szenen im Blanco Canyon wurden im kalifornischen Red Rock Canyon State Park in der Mojave-Wüste gedreht. Die Ranch- und Landschaftsaufnahmen wurden in den Ausläufern der Sierra Nevada in der Nähe von Farmington im San Joaquin County gedreht. Laut Berichten des The Hollywood Reporter wurde das große Anwesen der Terrills im Filmstudio der Samuel Goldwyn Films detailgetreu nachgebaut, sie galt bis dato als die größte Filmkulisse in der Firmengeschichte. Die Dreharbeiten im Filmstudio begannen am 30. Juli und endeten am 18. November 1957.
Weites Land war der letzte Film des Schauspielers Alfonso Bedoya (in der Rolle als Ramón Gutierrez), der einen Monat nach Abschluss der Dreharbeiten starb.

### Veröffentlichung und deutsche Fassung
Weites Land erlebte am 13. August 1958 in den USA seine Premiere. Die deutsche Synchronfassung entstand 1958 bei der Ultra-Film in Berlin, am 26. März 1959 kam der Film dann in die bundesdeutschen Kinos. Die ARD zeigte den Film am 19. Dezember 1975 zum ersten Mal im bundesdeutschen Fernsehen.
Nach Angaben von Gregory Peck spielte der Film rund 9,5 Millionen US-Dollar ein. Andere Quellen geben ein Einspielergebnis von 10 Millionen US-Dollar bzw. 10,6 Millionen US-Dollar an. In Frankreich verzeichnete der Film insgesamt 2.204.165 Kinozuschauer, in den bundesdeutschen Kinos kamen schätzungsweise 2.710.000 Kinobesucher.

## Rezeption

### Kritiken
Bis heute erhält Weites Land zumeist positive Rezensionen, was sich auch in den Auswertungen US-amerikanischer Aggregatoren widerspiegelt. So erfasst Rotten Tomatoes ausschließlich positive Besprechungen und ordnet den Film dementsprechend als „Frisch“ ein. Laut Metacritic fallen die Bewertungen im Mittel „Grundsätzlich Wohlwollend“ aus. Im Jahr 2008 rangierte das Empire-Magazin den Film auf Platz 187 in seiner Liste der 500 besten Filme aller Zeiten.
Das Lexikon des internationalen Films schrieb: „Ein episch breit entwickelter Western mit faszinierenden Landschaftsaufnahmen und hervorragenden Darstellern, der mit fast schon akademischer Virtuosität die Frage erörtert, ob Vernunft und Vertrauen nicht die besseren Mittel zur Konfliktlösung sind als Gewalt. Trotz einiger Längen bezieht der Film neben der genreüblichen äußeren Dramatik daraus auch ein hohes Maß an innerer Spannung.“ Adolf Heinzlmeier und Berndt Schulz zeigten sich im Lexikon „Filme im Fernsehen“ ebenfalls positiv: „In Thema, Durchführung und Besetzung hochkarätiges Westernschulstück […]. Großangelegte, süffige Studie von Altmeister Wyler […], der mit überlegener Hand die Klischees von Land, Leuten und Genre durcheinanderwirbelt.“ (Wertung: 3 Sterne = sehr gut).
Thomas Koebner schreibt: „Amerikanische Kritiker haben den Film nur dann für spannend erklärt, wenn es zu den traditionellen Standardsituationen kommt. Aus europäischer Perspektive fällt es schwer, diese Einschätzung zu teilen: So breit dieses Epos ist, die kammerspielartigen, stillen, fast intimen Szenen und Reaktionen prägen sich eher ein als die Variationen von Showdowns aller Arten. […] Franz Planer, einer der großen aus Deutschland emigrierten Kameraleute, der zuvor noch nie einen Western fotografiert hat, übertrifft in diesem Spätwerk die Bildästhetik vieler genre-erprobter Kameraleute.“ Der Motion Picture Guide urteilt: „Ein Western, der selbst hartnäckige Gegner dieses Genres umstimmen kann: hervorragende Kamera, brillante Musik, intelligentes Drehbuch, hervorragende Schauspieler.“ Das Hamburger Abendblatt schrieb, der Film sei ein „Super-Western mit moralischem Anspruch.“ Weites Land räume „gründlich mit einer Reihe gängiger Westernklischees auf.“
Thomas Jeier kam dagegen zu einer negativen Einschätzung: Weites Land sei ein „meist überschätzter Monumentalwestern. […] Der Film sollte laut Regisseur William Wyler den Pazifismus propagieren, bleibt aber vor allem wegen seiner Schlägereien und Action-Szenen in Erinnerung.“

### Auszeichnungen
British Academy Film Awards 1960
- Nominierung als Bester Film

Directors Guild of America Award
- Nominierung für die Beste Spielfilmregie (William Wyler)

Golden Globe Awards 1958
- Auszeichnung für den Besten Nebendarsteller (Burl Ives)

Kinema Junpo Awards
- Auszeichnung als Bester fremdsprachiger Film

Laurel Award
- Nominierung als Bestes Action-Drama
- Nominierung für die Beste Filmmusik (Jerome Moross)

Oscarverleihung 1959
- Nominierung für die Beste Filmmusik (Jerome Moross)
- Auszeichnung für den Besten Nebendarsteller (Burl Ives)